# Papel Pampa
Papel Pampa è un comune della Bolivia nella provincia di Gualberto Villarroel (dipartimento di La Paz) con 7.637 abitanti (dato 2010).

## Cantoni
Il comune è suddiviso in 9 cantoni (popolazione 2001):
- Caylla Churo - 90 abitanti
- Circa Cruzani - 125 abitanti
- Eduardo Abaroa - 698 abitanti
- Mollebamba - 935 abitanti
- Pacollo - 204 abitanti
- Papel Pampa - 1.083 abitanti
- Rivera Alta - 1.181 abitanti
- San Felipe de Challa - 151 abitanti
- Unopata - 1.839 abitanti